# James Maslow
James David Maslow (New York, 16 luglio 1990) è un attore, cantante, ballerino e DJ statunitense.
È conosciuto soprattutto per aver interpretato il ruolo di James Diamond in Big Time Rush, ed è un membro dell'omonima band. È conosciuto inoltre per aver interpretato il ruolo di Shane nella seconda stagione di "ICarly". Il suo album di debutto How I Like It è stato pubblicato il 3 marzo 2017.

## Biografia

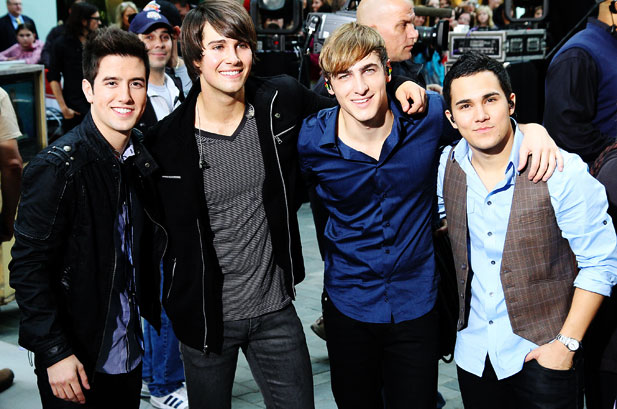
I componenti della Band. Da sinistra: Logan Henderson, James Maslow, Kendall Schmidt e Carlos Pena Jr.

James David Maslow è nato a New York il 16 luglio 1990 e cresciuto a La Jolla, in California. Nato da padre ebreo e madre cattolica, Maslow è cresciuto ebreo e ha frequentato la scuola ebraica sei giorni alla settimana durante la sua infanzia. Si è definito una "persona religiosa e spirituale". Nel 1996, all'età di 6 anni, ha iniziato la formazione come cantante quando i suoi genitori lo fecero cantare nel San Diego Children's Choir. Ha frequentato le scuole elementari di La Jolla e Torrey Pines, la Muirlands Middle School e la San Diego School of Creative and Performing Arts (SDSCPA).
Ha avuto un piccolo ruolo nella produzione della San Diego Opera di La bohème quando aveva 10 anni. In seguito ha lasciato la scuola di Creative e Performing Arts al 10º grado passando alla Coronado School of the Arts.
Nel 2008 ha fatto il suo debutto in televisione nel ruolo di Shane nell'episodio della serie televisiva iCarly.
Dal 2009 al 2013 è stato uno dei protagonisti della serie televisiva Big Time Rush di Scott Fellows. È stato membro della band Big Time Rush con la quale ha pubblicato 3 album sotto contratto con la Columbia Records (B.T.R., Elevate e 24/Seven). All'inizio del 2014 Maslow e gli altri componenti della band annunciano una pausa non specificando la data del loro ritorno. Questo ha generato voci di una rottura definitiva della band, che il cantante ha più volte smentito.
Dal 2013 ha un canale YouTube dove produce cover di diverse canzoni. Tra le prime prodotte ci sono Love Somebody dei Maroon 5, Clarity di Zedd e Mirrors di Justin Timberlake in collaborazione con le Cimorelli. Sempre nel 2013 scrive Never Too Young, ideata principalmente per essere cantata da MattyBRaps.
Nel 2014 recita nella serie televisiva Sequestered; nell'inverno dello stesso anno recita in due film, Seeds of Yesterday. Il 24 luglio 2015 ha pubblicato il suo primo singolo, Lies, scritto in collaborazione con Jojo Wright e con il featuring di Unlike Pluto. Il 21 ottobre 2015 pubblica il suo secondo singolo Circles.
Nel 2017 interpreta Wyatt Wells nel thriller 48 Hours to Live/Wild for the night. Subito dopo esce Coming for You,  che è stata scritta per il film. Il 20 gennaio 2017 esce Cry, il suo quarto singolo. James ha annunciato che il suo primo album da solista How I Like It sarebbe stato disponibile dal 3 marzo 2017.
A partire dall'8 marzo 2017 Maslow è occupato in un tour europeo fino al 27 marzo. I paesi che visita portando la sua nuova musica sono: Francia, Germania, Italia (Milano); Svizzera, Paesi Bassi, e infine la Gran Bretagna.
A fine giugno esce il video della versione acustica di Cry, singolo presente nel suo nuovo album in collaborazione con Mission Save Her, un'associazione che combatte il traffico delle persone, specialmente donne e bambini.
Nello stesso anno partecipa alla competizione annuale organizzata da iHeartRadio e Macy's Rising Star con il singolo, Cry. Il 5 luglio è stato annunciato James come vincitore del concorso e quindi nel settembre 2017 aprirà  il iHeartRadio Music Festival 2017.
Esibendosi a Las Vegas per aprire gli iHeartRadio Music Festival ha riscosso molto successo con il mash-up delle sue canzoni Who Knows( di cui ha pubblicato il video ufficiale sul suo canale YouTube), Fairy Tail e Addicted.
Nel 2018 esce il suo nuovo singolo Falling e il 12 maggio ne esce un altro, All day con il featuring della cantante Dominique.
Nel 2019 escono tre nuovi singoli Love U Sober, Delirious e Did You Forget, il primo singolo lanciato sotto il marchio di LTX, formato da lui e dal Dj Trifor. In aprile 2020 annuncia l'uscita del secondo singolo marcato LTX, "History" (in collaborazione con Heather Sommer), uscito il 19 giugno dello stesso anno.
Nel 2021, dopo 7 anni dall’inizio della pausa, i Big Time Rush si sono riuniti, pubblicando nello stesso anno un nuovo singolo, “Call It Like I See It”. Nel 2022 hanno inoltre svolto una tournée americana, il Forever Tour.
Il 2 Giugno del 2023, la boy band ha pubblicato il suo quarto album in studio, “Another Life”, a cui è seguito un altro tour americano, il Can’t Get Enough Tour.

## Filmografia

### Cinema
- Getaway - Via di fuga (Getaway), regia di Courtney Solomon (2013)
- Il cacciatore di donne (The Frozen Ground), regia di Scott Walker (2013)
- Accadde il giorno di San Valentino (It Happened One Valentine's), regia di Jake Helgren (2017)
- Un assassino in casa (The Boarder), regia di Rob Schmidt (2018)
- Operazione: Wolfhound (Wolfhound), regia di Michael B. Chait (2022)
- We Need To Talk, regia di  Todd Wolfe (2022)

### Televisione
- iCarly – serie TV, episodio 2x01 (2008)
- Big Time Rush – serie TV, 74 episodi (2009-2013)
- How to Rock – serie TV, episodio 1x06 (2012)
- Big Time Movie (Big Time Rush: The Movie), regia di Savage Steve Holland – film TV (2012)
- Un papà da Oscar (See Dad Run) – serie TV, episodi 1x05, 1x10, 3x02 (2012-2014)
- Marvin Marvin – serie TV, episodio 1x19 (2013)
- Sequestered – serie TV, 7 episodi (2014)
- Seeds of Yesterday (Seeds of Yesterday), regia di Shawn Ku – film TV (2015)
- The Big Bang Theory – serie TV, episodio 11x20 (2018)

## Doppiatore
- I pinguini di Madagascar (The Penguins of Madagascar) – serie TV, 1 episodio (2015)

## Discografia

### Con i Big Time Rush
- B.T.R. (2010)
- Elevate (2011)
- 24/7 (2013)
- Another Life (2023)

### Da solista
Album
- How I Like It (2017)

Singoli
- Lies (2015)
- Circles (2015)
- Lies (Acoustic) (2016)
- Circles (Acoustic) (2016)
- Coming for You (48 Hours to Live st) (2017)
- Cry (2017)
- Falling (2018)
- All day (2018)
- All Day (Acoustic) (2018)
- Love U Sober (2019)
- Delirious (2019)
- Did You Forget? (2020)
- History (2020)
- In My Head (2022)

## Tournée

### Con i Big Time Rush
- Big Time Rush in Concert (2011)
- Better with U Tour (2012)
- Big Time Summer Tour (2012)
- Summer Break Tour (2013)
- Live World Tour (2014)
- Forever Tour (2022 - 2023)
- Can’t Get Enough Tour (2023)
- European Tour (2024)

### Da solista
- Sherlock Holmes (2015)
- Tour Europeo (2017)